# Camocim
Camocim es un municipio y una ciudad en el estado de Ceará, Brasil. Se localiza en la microrregión del Litoral de Camocim y Acaraú, mesorregión del Noroeste Cearense. El municipio tiene casi 60 mil habitantes y 1158 km².

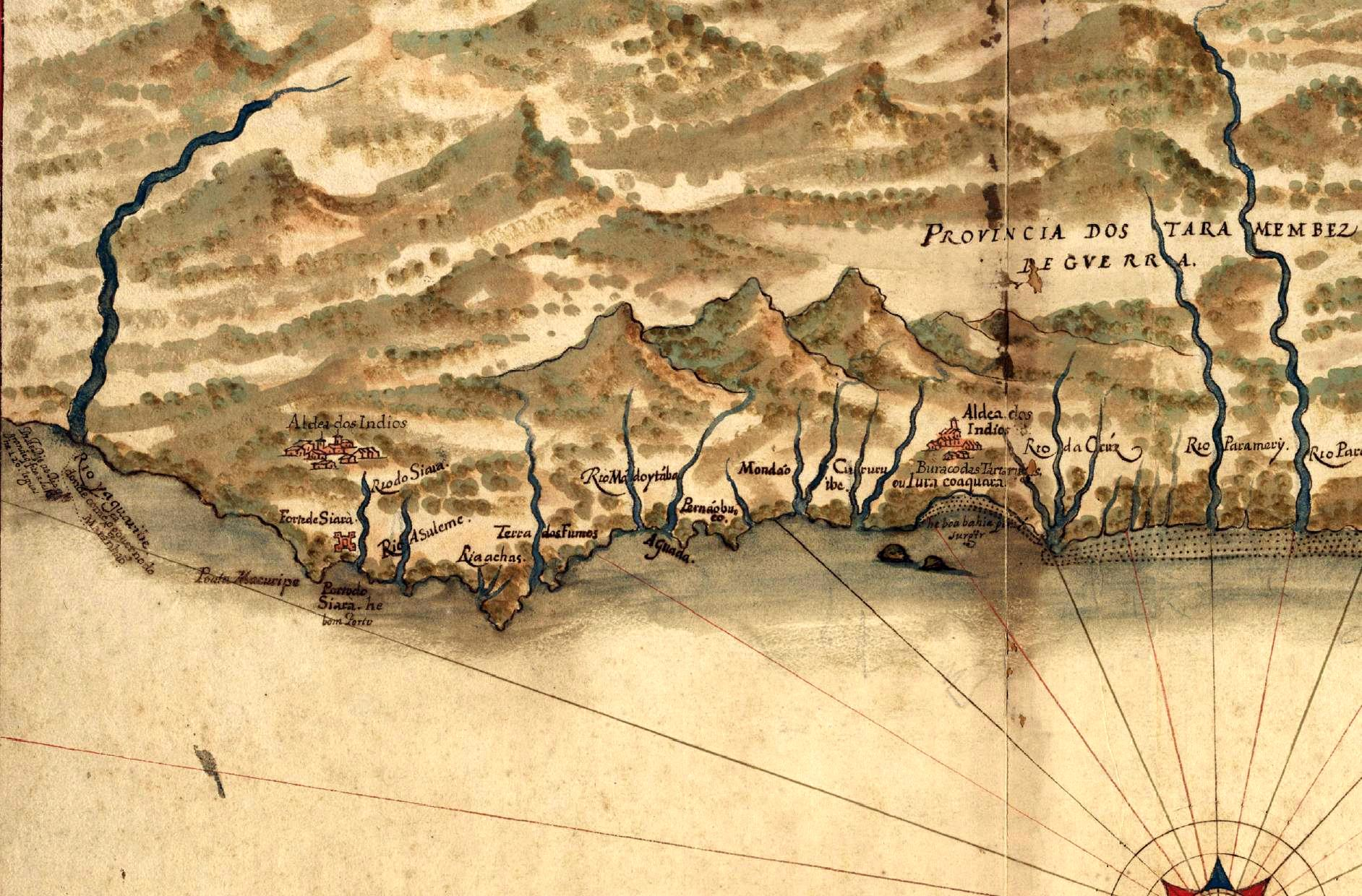
Mapa de la costa de Ceará en 1629

## Historia
El área en la cual Camocim se localiza es un territorio de una rica historia de intercambio y conflictos entre pueblos. Los primeros habitantes fueron los indígenas de varias etnias, tales como los Tremembé, Tabajara, Jurema, Jenipaboaçu, Cambida.
Los portugueses llegaron en estas tierras, a partir de la segunda mitad del siglo XVI, para efectuar un reconocimiento completo de la región a partir de Tutóia en el Maranhão hasta los límites finales entre de Ceará y Rio Grande do Norte(el recorrido del río Camorim, por ejemplo fue cartografiada con el nombre de Río de la Cruz); como base de apoyo para la ocupación del litoral, o bien como base de apoyo para enfrentamientos militares con los franceses que ocupaban el Maranhão. De ese momento histórico existen varias cartas topográficas fechadas de los siglos XVII. Por ejemplo: en 1604, Pero Coelho de Souza, pasó en estas bandas con curso a Ibiapaba y las batallas en el Maranhão.
Después de la segunda mitad del siglo XVII, surge el proyecto de construir el Fuerte en Camocim con la intención de protegerse de los ataques de los indios y de piratas, sin embargo este proyecto no fue concretado.
A partir de 1792, llegan a Barra del Camocim, familias oriundas de Tutoia, las cuales implementaron la agricultura y ganadería en la región. En 1868, fue creado el distrito policial y de esta forma Camocim se consolida como núcleo urbano.
Y lo que definitivamente consolida a Camocim como centro urbano y económico es la construcción de la Vía de Ferrocarril de Sobral-Camocim a partir de 1879 y puerto.

## Política
La administración municipal se localiza en la sede de Camocim cuya alcaldesa es Mónica Gomes Aguiar (PDT).

## Subdivisión
El municipio tiene 2 distritos: Amarillas y Guriú.

## Geografía

### Clima
Tropical caliente subhúmedo con un promedio de lluvias  de 1.350 mm,  concentradas de enero a la abril.

### Relieve y suelos
Región costera formada de dunas. No posee grandes elevaciones.